# 高山成雄
高山 成雄（たかやま しげお、髙山 成雄、1916年5月27日 - 2010年7月25日）は、日本の実業家・篤志家。伯東株式会社創業者・代表取締役会長。香良洲町名誉町民。
1953年（昭和28年）にエレクトロニクス専門商社の伯東株式会社を設立して代表取締役社長・会長を務め、東証一部上場企業に育て上げた。

## 経歴

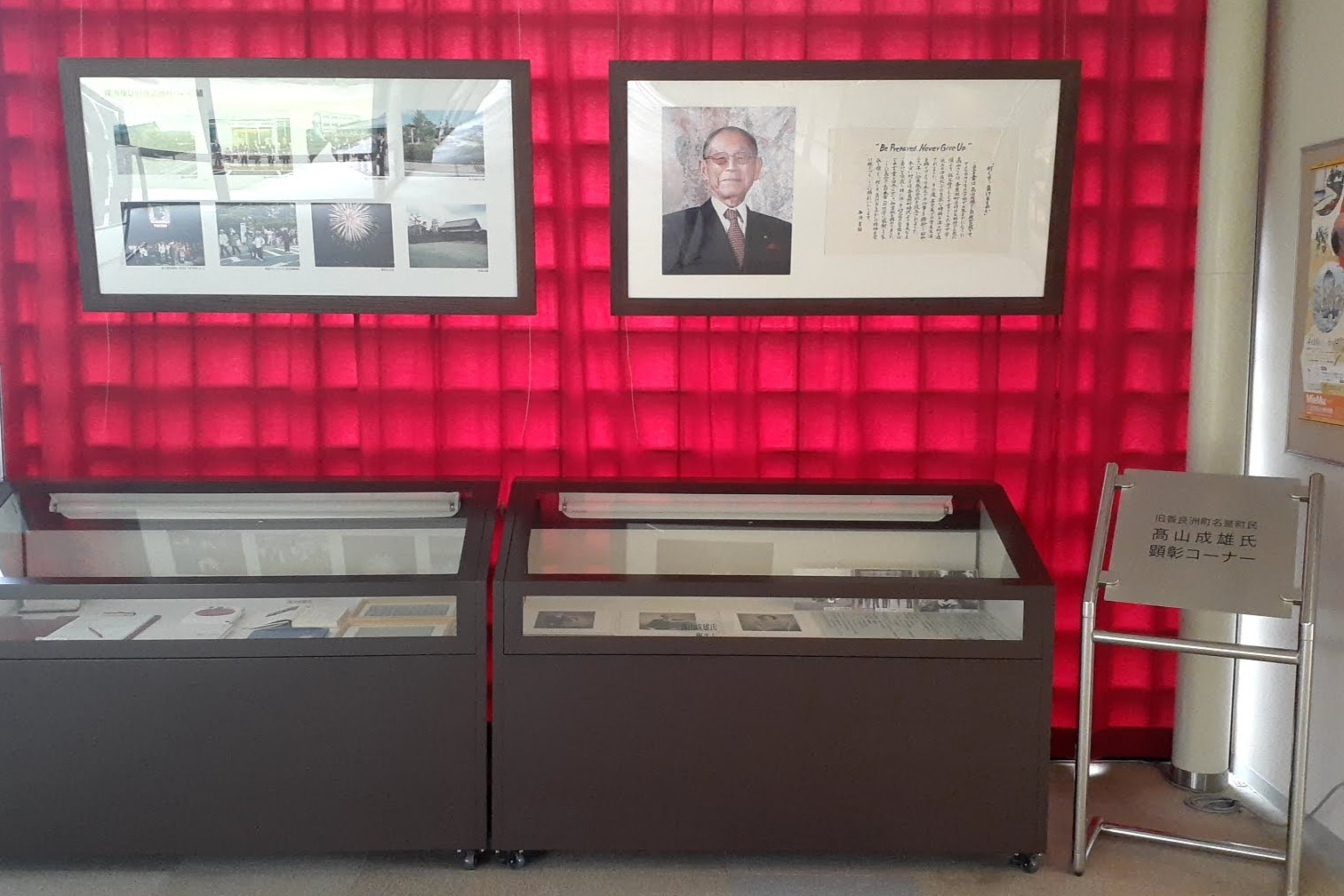
サンデルタ香良洲にある顕彰コーナー

- 1916年（大正5年）5月27日 - アメリカ合衆国カリフォルニア州で出生[1]。
- 1919年（大正8年） - 両親の元を離れて父の故郷である三重県一志郡矢野村（後の香良洲町、現在の津市）に転居。祖父母に育てられる[1]。
- 1923年（大正12年） - 矢野尋常小学校（現在の津市立香良洲小学校）に入学。
- 1929年（昭和4年） - 旧制津中学校（現在の三重県立津高等学校）に入学。
- 1930年（昭和5年） - 再びアメリカへ。ロサンゼルスのハレンベック中学校に転入。
- 1932年（昭和7年） - セオドア・ルーズベルト高校（英語版）に入学。日系人が多く在学する高校で日系人部の部長を務めた[2]。
- 1935年（昭和10年） - セオドア・ルーズベルト高校を卒業。日本に帰国して名古屋中学校に入学。
- 1937年（昭和12年） - 名古屋中学校を首席で卒業。名古屋高等商業学校（現在の名古屋大学経済学部）に入学。
- 1940年（昭和15年） - 名古屋高等商業学校を卒業[1]。伊藤忠商事に入社[1]。
- 1942年（昭和17年） - 太平洋戦争に応召。
- 1945年（昭和20年） - 召集解除されて除隊[1]。
- 1951年（昭和26年） - 再びアメリカへ。在ニューヨーク日本国総領事館に勤務[1]。アメリカ合衆国市民権を取得。
- 1953年（昭和28年）11月7日 - 日本に帰国後、伯東株式会社を設立して代表取締役社長に就任[3]。
- 1976年（昭和51年）3月16日 - 日本電子機器輸入協会(JEPIA)の初代会長に就任[4]。後に名誉会長に就任。
- 2000年（昭和12年）3月 - 伯東が東証一部に上場[1]。
- 2000年（平成12年）6月 - 伯東の代表取締役会長に就任[1]。
- 2001年（平成13年）5月 - 財団法人高山国際教育財団を設立して理事長に就任[1]。
- 2007年（平成19年）6月 - 伯東の取締役名誉会長に就任[1]。
- 2010年（平成22年）7月25日 - 94歳で天に召される[1]。死因は老衰[5]。

## 篤志活動
香良洲町に対して、浜っ子幼児園の建設費用の寄付、めぐみの広場の用地取得費用及び整備費用の寄付、高山元気づくり事業寄付などを行い、郷土の発展に貢献した。香良洲町が津市に編入された後も多額の寄付を行い、魅力ある津市政の推進に貢献した。浜っ子幼児園には高山の銅像（胸像）が設置されている。2011年（平成23年）8月18日にはサンデルタ香良洲に顕彰コーナーが設置された。

## 受賞・受章
- 1987年（昭和62年）6月 - 内閣総理大臣表彰（貿易表彰）[1][7]
- 1991年（平成3年）4月 - 藍綬褒章[1]
- 2000年（平成12年）3月 - 紺綬褒章[1]
- 2000年（平成12年） - 香良洲町名誉町民

## 著書
- 高山成雄『ふたつの祖国に育まれて 日本とアメリカ往ったり来たり』文芸社、2005年